# Molí de Navel
El Molí de Navel o el Molinet és un monument que forma part de l'Inventari del Patrimoni Arquitectònic Català del municipi de Montmajor (Berguedà), a tocar del de Viver i Serrateix. Està situat al peu de la riera de Navel i del camí ral de Cardona al Monestir de Santa Maria de Serrateix i al sector del comtat de Berga proper al Llobregat. Prop seu hi ha la masia de Navel i l'església romànica de Sant Vicenç de Navel, des d'on si va.

## Descripció
Es tracta d'un molí fariner hidràulic que conserva encara part de les primeres dependències medievals (volta gòtica on hi ha la tercera mola) amb les marques dels picapedrers. Al voltant del molí medieval hi ha un seguit de construccions modernes que últimament servien com a llocs d'habitatge dels moliners i l'ampliació del mateix molí. El molí conserva encara part dels recs antics, de les preses d'aigua, del cacau així com altres parts tècniques del molí, i dels elements bàsics. El molí del segle xiii s'amplià durant el segle xvii (el forn porta la data de 1663) i al segle xviii (1770). El molí funcionà fins uns anys després de la Guerra Civil espanyola de 1936-1939.

## Notícies històriques
La construcció gòtica del molí devia accoliir sota la volta ogival dependències necessàries a les noves exigències. Al segle xiii fou ampliat en dues etapes: primer la volta i després l'estatge superior. Molts molins s'escampaven per la riera de Navel, propietat del monestir de Serrateix. L'any 1230 la documentació parla d'un molí que va començar a moldre per a l'abat Pere; aquest molí donava prou beneficis com per poder pagar al monestir una làmpada per a la gran església.
És un molí que manifesta el pas de petits molins altmedievals, d'origen bàsicament privat, a l'època dels grans molins medievals senyorials que van mantenir la seva activitat fins al segle xix. El molí de Navel està situat al peu de l'antiga strata Cardonensis que vorejada la riera de Navel i comunicava Cardona i els molins amb el Monestir de Santa Maria de Serrateix.